# Алба (Ботошани)
Алба (рум. Alba) насеље је у Румунији у округу Ботошани у општини Худешти. Oпштина се налази на надморској висини од 145 m.

## Становништво
Према подацима из 2002. године у насељу је живело 1548 становника, од којих су сви румунске националности.